# Новобатаевка
Новобатаевка — упразднённое село в Славгородском районе Алтайского края. Точная дата упразднения не установлена.

## География
Располагалось у юго-восточного берега озера Сазанды.

## История
Основано в 1909 г. В 1928 г. посёлок Ново-Батайск состоял из 92 хозяйств, в составе Ново-Андреевского сельсовета Славгородского района Славгородского округа Сибирского края.

## Население
В 1928 году в посёлке проживало 489 человек (238 мужчин и 251 женщина), основное население — украинцы.